# Stazione di Meana Sardo
La stazione di Meana Sardo è una stazione ferroviaria posta nel comune di Meana Sardo, lungo la linea Isili-Sorgono, dal 1997 utilizzata esclusivamente per scopi turistici.

## Storia
L'impianto venne realizzato a fine Ottocento per conto della Società italiana per le Strade Ferrate Secondarie della Sardegna, concessionaria delle prime linee pubbliche a scartamento ridotto della Sardegna, tra cui la Isili-Sorgono. La stazione venne quindi attivata il 1º aprile 1893, data di apertura al traffico del tronco ferroviario tra lo scalo e la stazione di Isili. La linea fu completata nei mesi successivi, ed i treni iniziarono a viaggiare verso nord a partire dal 3 novembre di quello stesso anno, data in cui anche il tronco Meana Sardo-Sorgono fu attivato.
(Avvenire di Sardegna, novembre 1889)
Nel 1921 la concessione ferroviaria passò alla Ferrovie Complementari della Sardegna, che gestì l'impianto sino al 1989, anno in cui la titolarità della struttura fu destinata alla gestione governativa delle Ferrovie della Sardegna. Sotto la gestione delle FdS la Isili-Sorgono fu chiusa al traffico ordinario a partire dal 16 giugno 1997, venendo destinata all'esclusivo impiego turistico legato al progetto Trenino Verde. Da allora la stazione (dal 2010 di proprietà dell'ARST) è inutilizzata e priva di traffico per buona parte dell'anno, fatto salvo il periodo estivo in cui viene attivato un servizio di treni turistici a calendario. Dall'agosto 2017 la stazione è temporaneamente chiusa al traffico per via dello stato in cui versano alcuni ponti nel tratto a nord di Laconi.

## Strutture e impianti
L'impianto si trova nelle campagne a sud-est di Meana Sardo ai piedi del tracciato della SS 128 e presenta una configurazione di stazione passante. Complessivamente sono presenti tre binari a scartamento da 950 mm di cui uno di corsa, uno di incrocio (passante) ed un tronchino utilizzato in passato per il servizio merci, per il quale erano a disposizione un piano di carico ed un magazzino, ancora presenti ma in disuso. Per il servizio viaggiatori è inoltre presente una banchina adiacente al binario uno.
L'impianto è dotato di un fabbricato viaggiatori a due piani(di norma chiuso al pubblico), avente pianta rettangolare e cinque accessi sul lato binari e dotato di tetto a falde in laterizi. Adiacente ad esso sul lato sud è presente l'ex magazzino merci; sempre nella parte sud dello scalo è ubicato anche un rifornitore idrico.

## Movimento
Dall'estate 1997 la stazione è utilizzata esclusivamente per il traffico turistico, tuttavia dalla fine dell'estate 2017 nessuna relazione serve la struttura in quanto ricompresa in un tratto della Isili-Sorgono provvisoriamente chiuso all'esercizio per problemi infrastrutturali.

## Servizi
Nel fabbricato viaggiatori sono presenti una sala d'attesa ed i servizi igienici, benché di norma non siano a disposizione dell'utenza.
- Sala d'attesa
- Servizi igienici

## Interscambi
All'altezza del bivio di accesso della stazione, lungo la SS 128 è presente una fermata delle autolinee dell'ARST che collegano l'area in particolare con Cagliari, Isili, Sorgono e con l'abitato di Meana Sardo, oltre che con vari centri del circondario.
- Fermata autobus